# ادوراد ماردیکیان
ادوراد ماردیکیان ( انگلیسی: Edward Mardigian؛ ۲۵ اکتبر ۱۹۰۷ – ۳ نوامبر ۱۹۹۳) مهندس ارمنی‌تبار اهل ایالات متحده آمریکا بود.

## زندگی‌نامه
وی در ۲۵ اکتبر ۱۹۰۷ در کنستانتینوپل به دنیا آمد و کوچک‌ترین فرزند استپان ماردیکیان بود. زمانی که تنها شش سال سن داشت به ایالات متحده آمریکا مهاجرت نمود. استپان ماردیکیان که به عنوان قصاب در تولید اوهایو مشغول به فعالیت بود پول کافی پس‌انداز نمود که بتواند خانواده خود را در اکتبر ۱۹۱۴ در آستانه نسل‌کشی ارامنه به ایالات متحده بیاورد. از دست مادر در سن ۱۲ سالگی برای ادوارد خیلی سخت بود. وی در ۳ نوامبر ۱۹۹۳ در سن ۸۶ سالگی درگذشت و در آرامستان نمازخانه سفید مموریال پارک به خاک سپرده شد